# Tegelhällan
Tegelhällan är en fyr som står några hundra meter från land utanför Stavsnäs vinterhamn i Värmdö kommun. Fram till 1976 var fyren atomdriven, driven av en radioisotopgenerator laddad med Strontium-90. Kraftkällan installerades för att undersöka om radioisotopgeneratorer var ett lämpligt sätt att kraftförsörja fyrar. Slutsatsen blev snabbt att metoden var både dyr och farlig och inga fler atomdrivna fyrar byggdes. År 1976 monterades radioisotopgeneratorn bort och fyren elektrifierades med via en sjökabel från Stavsnäs.